# 如皋市
如皋市，又名雉皋、雉水，在中國江蘇省东部、长江北岸，是南通市代管的一個縣級市，位于长江三角洲上海都市圈内，临近黄海。市政府駐如城街道解放路199号行政中心。区域总面积为1,576.12平方公里。

## 歷史
- 如皋，江苏历史文化名城，有着悠久而深厚的人文积淀。
- 夏时隶扬州之域。
- 周时为海阳地。春秋时为吴国郧地，吴亡归越；战国时属楚，称九夷海阳。
- 秦时归九江郡，汉代曾为吴王刘濞封地，名海陵，因地并海而高得名。
- 东晋义熙七年（公元411年）正式置县。
- 隋时废，并入海宁县，唐武德年间，宁海县复名为海陵县，如皋仍为其属地。
- 宋元明之际，隶属泰州，宋时如皋定为中下县，元至元二十一年升为上等县。
- 清雍正二年升通州为直隶县，如皋划归通州管辖。
- 1940年新四军东进，将县境沿今通扬运河一分为二，以东为如东县，以西为如西县。
- 后为日军占据，1945年9月新四军收复如皋县城，如西县政府奉命接管，复名如皋县。
- 1991年6月1日，经民政部批准撤县设市，现辖23镇532个行政村（居委会）。
- 2013年3月，如皋市行政区划进行调整。20个镇调整为11个镇和3个街道。如城镇改制为如城街道办。[2]

## 行政区划
下辖：
如城街道、城北街道、城南街道、东陈镇、丁堰镇、白蒲镇、下原镇、九华镇、石庄镇、长江镇、吴窑镇、江安镇、搬经镇、磨头镇、如皋市经济开发区、南通市粮棉原种场、如皋市蚕种场、如皋市良种场、如皋市棉花原种场、如皋市种猪场、如皋市农科所、如皋市江滨医院、如皋市中心沙水产养殖场和如皋市九华水产养殖场。

## 交通
- 204国道、 345国道过境。

### 雅稱
1. 乾隆年间，如皋曾是江苏江北最富的县，享有“金如皋”之美誉。
2. 如皋县城内外城河外圆内方，形如古钱，自古以来就是货物集散、商贾云集的生财之地。
3. 中華人民共和國的花木盆景之都。如派盆景系中国盆景七大流派之一，与岭南派、沪派、扬派等各领风骚，以其“云头雨足美人腰”的独特造型享誉海内外。中南海、钓鱼台、毛主席纪念堂等重要场所以及一些中央国家机关，均可见如皋盆景。
4. 华东地区最大的花木盆景出口基地，花木盆景种植面积有6万多亩。

## 经济
中国县域经济综合实力百强县。当地特产“东串猪”制成的如皋火腿为中国三大火腿之一。

## 旅游

### 歷史人文景觀
- 隋代建筑定慧寺，山门北向，曲水环寺，群楼抱殿。
- 明代建筑大成殿为国内罕见的全楠木结构。
- 清代建筑水绘园是海内徽派园林孤本，是全国重点文物保护单位之一。
- 灵威观、法宝禅寺、度军井、集贤里、石合泰等许多具有文史价值的遗迹和民居。

## 方言
如皋境内主要有两种方言，一种为通泰方言如皋小片的代表方言（即如皋话），主要有如城、西乡、西南乡、东南乡、南乡五种口音，另一种属于通泰方言南通小片（即南通话）。

## 人口
2010年代中期，如皋145万总人口中60岁以上的老人达到34万人，占总人口比的23.8%。
根据第七次全国人口普查数据，截至2020年11月1日零时，如皋市常住人口为1238448人。

## 逸闻
磨頭鎮及附近地區曾經盛行製造和銷售假品牌白酒（茅台，洋河大曲等，皆為乙醇與水勾兌而成），但近年由於打擊較嚴格已較為緩和。